# Moreda de Álava
Moreda de Álava község Spanyolországban, Arabában. Lakosainak száma 215 fő (2024).

## Földrajza
Moreda de Álava Oyón-Oion és Viana községekkel határos.

## Népesség
A település lakosságának változását az alábbi diagram mutatja:
| Lakosok száma | 286  | 276  | 274  | 261  | 249  | 236  | 229  | 221  | 209  | 215  |
|               | 2001 | 2004 | 2006 | 2009 | 2011 | 2014 | 2016 | 2019 | 2021 | 2024 |